# Franklin (Iowa)
Franklin és una població dels Estats Units a l'estat d'Iowa. Segons el cens del 2000 tenia 136 habitants.

## Demografia
Segons el cens del 2000, Franklin tenia 136 habitants, 57 habitatges, i 36 famílies. La densitat de població era de 328,2 habitants/km².
Dels 57 habitatges en un 33,3% hi vivien nens de menys de 18 anys, en un 52,6% hi vivien parelles casades, en un 7% dones solteres, i en un 36,8% no eren unitats familiars. En el 35,1% dels habitatges hi vivien persones soles el 12,3% de les quals corresponia a persones de 65 anys o més que vivien soles. El nombre mitjà de persones vivint en cada habitatge era de 2,39 i el nombre mitjà de persones que vivien en cada família era de 3,11.
Per edats la població es repartia de la següent manera: un 25% tenia menys de 18 anys, un 7,4% entre 18 i 24, un 26,5% entre 25 i 44, un 31,6% de 45 a 60 i un 9,6% 65 anys o més.
L'edat mediana era de 41 anys. Per cada 100 dones de 18 o més anys hi havia 100 homes.
La renda mediana per habitatge era de 33.125 $ i la renda mediana per família de 41.250 $. Els homes tenien una renda mediana de 31.042 $ mentre que les dones 14.107 $. La renda per capita de la població era de 18.129 $. Entorn del 6,1% de les famílies i el 5,5% de la població estaven per davall del llindar de pobresa.

## Poblacions més properes
El següent diagrama mostra les poblacions més properes.